# Liste von Kriegsgräberstätten in der Region Picardie
Diese Liste umfasst die Kriegsgräberstätten in der ehemaligen Region Picardie in Frankreich, die mindestens 100 Kriegsopfern gewidmet sind und durch den Volksbund Deutscher Kriegsgräberfürsorge e. V., das französische Verteidigungsministerium, die britische Commonwealth War Graves Commission und die American Battle Monuments Commission verwaltet werden. Die folgenden Kriegsgräberstätten sind den Kriegsopfern des Ersten Weltkriegs und des Zweiten Weltkriegs gewidmet und nach ihrem Standort geordnet. Des Weiteren sind für nahezu alle Kriegsgräberstätten die GPS-Position, die Anzahl und die Nationalität der Kriegsopfer, der Aufbau der Grabanlage und eine fotografische Aufnahme der Kriegsgräberstätte angegeben.

## A
| Bezeichnung                                                             | Ortschaft                                | Beschreibung | Foto |
| ----------------------------------------------------------------------- | ---------------------------------------- | --- | ---- |
| Nécropole nationale du Bois-Roger à Ambleny Frankreich Erster Weltkrieg | Ambleny 49° 23′ 40″ N, 3° 11′ 36″ O      | - Anzahl der Gefallenen und deren Nationalität: 8.268 Franzosen - Aufbau der Grabanlage: Einzelgräber - Namentliches Verzeichnis der hier bestatteten        |      |
| Deutsche Kriegsgräberstätte Andechy Deutschland Erster Weltkrieg        | Andechy 49° 42′ 55″ N, 2° 42′ 5″ O       | - Anzahl der Gefallenen und deren Nationalität: 2.251 Deutsche - Aufbau der Grabanlage: Einzelgräber - Schlacht: deutschen Frühjahrsoffensive März–Juli 1918 |      |
| Hawthorn Ridge Cemetery No.2 Vereinigtes Königreich Erster Weltkrieg    | Auchonvillers 50° 4′ 41″ N, 2° 38′ 53″ O | - Anzahl der Gefallenen und deren Nationalität: 529 (496 Briten, 25 Neuseeländer und 8 Kanadier)? - Aufbau der Grabanlage: Einzelgräber                      |      |

## B
| Bezeichnung                                                                    | Ortschaft                                         | Beschreibung | Foto |
| ------------------------------------------------------------------------------ | ------------------------------------------------- | --- | ---- |
| Nécropole nationale de Marissel à Beauvais Frankreich Erster Weltkrieg         | Beauvais 49° 26′ 29″ N, 2° 5′ 29″ O               | - Anzahl der Gefallenen und deren Nationalität: 581 Franzosen - Aufbau der Grabanlage: Einzelgräber |      |
| Deutsche Kriegsgräberstätte Beauvais Deutschland Zweiter Weltkrieg             | Beauvais 49° 26′ 59″ N, 2° 3′ 54″ O               | - Anzahl der Gefallenen und deren Nationalität: 1.597 Deutsche - Aufbau der Grabanlage: Einzelgräber |      |
| Aisne-Marne American Cemetery Vereinigte Staaten Erster Weltkrieg              | Belleau 49° 4′ 46″ N, 3° 17′ 29″ O                | - Anzahl der Gefallenen und deren Nationalität: 2.288 US-Amerikaner - Aufbau der Grabanlage: Einzelgräber - Schlacht: Schlacht im Wald von Belleau Juni 1918, Gefecht von Château-Thierry Juli 1918        |      |
| Somme American Cemetery Vereinigte Staaten Erster Weltkrieg                    | Bony 49° 59′ 9″ N, 3° 12′ 51″ O                   | - Anzahl der Gefallenen und deren Nationalität: 1.844 US-Amerikaner - Aufbau der Grabanlage: Einzelgräber - Schlacht: Dritte Schlacht an der Aisne Mai–Juni 1918                                           |      |
| Deutsche Kriegsgräberstätte Belleau Deutschland Erster Weltkrieg               | Belleau 49° 4′ 42″ N, 3° 17′ 30″ O                | - Anzahl der Gefallenen und deren Nationalität: 8.630 Deutsche - Aufbau der Grabanlage: Einzelgräber und 2 Gemeinschaftsgräber                                                                             |      |
| Nécropole nationale de Berry-au-Bac Frankreich Erster Weltkrieg                | Berry-au-Bac 49° 26′ 34″ N, 3° 40′ 0″ O           | - Anzahl der Gefallenen und deren Nationalität: 4.001 (3.972 Franzosen und 29 Briten) - Aufbau der Grabanlage: Einzelgräber und 1 Gemeinschaftsgrab - Schlacht: Dritte Schlacht an der Aisne Mai–Juni 1918 |      |
| Deutsche Kriegsgräberstätte Béthencourt-sur-Somme Deutschland Erster Weltkrieg | Béthencourt-sur-Somme 49° 14′ 51″ N, 2° 57′ 43″ O | - Anzahl der Gefallenen und deren Nationalität: 1.242 Deutsche - Aufbau der Grabanlage: Einzelgräber |      |
| Deutsche Kriegsgräberstätte Bourdon Deutschland Zweiter Weltkrieg              | Bourdon 49° 59′ 14″ N, 2° 5′ 0″ O                 | - Anzahl der Gefallenen und deren Nationalität: 22.216 Deutsche - Aufbau der Grabanlage: Einzelgräber |      |
| Nécropole nationale de Braine Frankreich Erster Weltkrieg                      | Braine 49° 20′ 3″ N, 3° 31′ 51″ O                 | - Anzahl der Gefallenen und deren Nationalität: 1.583 Franzosen - Aufbau der Grabanlage: Einzelgräber und 1 Gemeinschaftsgrab - Verzeichnis von 1113 namentlich bekannten Gefallenen                       |      |
| Deutsche Kriegsgräberstätte Bray-sur-Somme Deutschland Erster Weltkrieg        | Bray-sur-Somme 49° 56′ 27″ N, 2° 42′ 47″ O        | - Anzahl der Gefallenen und deren Nationalität: 1.119 Deutsche - Aufbau der Grabanlage: Einzelgräber |      |

## C
| Bezeichnung | Ortschaft                                    | Beschreibung | Foto |
| --- | -------------------------------------------- | --- | ---- |
| Nécropole nationale de Cerny-en-Laonnois Frankreich Erster Weltkrieg | Cerny-en-Laonnois 49° 26′ 34″ N, 3° 40′ 0″ O | - Anzahl der Gefallenen und deren Nationalität: 5.204 (5.150 Franzosen und 54 Russen) - Aufbau der Grabanlage: Einzelgräber mit einem Steinkreuz bzw. einer Steinstele jeweils - Verzeichnis der französischen Gefallenen                                     |      |
| Deutsche Kriegsgräberstätte Cerny-en-Laonnois Deutschland Erster Weltkrieg                                                                                                 | Cerny-en-Laonnois 49° 26′ 34″ N, 3° 40′ 0″ O | - Anzahl der Gefallenen und deren Nationalität: 7.526 Deutsche - Aufbau der Grabanlage: Einzelgräber mit einem Steinkreuz bzw. einer Steinstele jeweils |      |
| Nécropole nationale de Champs Frankreich Erster Weltkrieg | Champs 49° 33′ 0″ N, 3° 14′ 54″ O            | - Anzahl der Gefallenen und deren Nationalität: 2.932 Franzosen - Aufbau der Grabanlage: Einzelgräber und 1 Gemeinschaftsgrab - Namentliches Verzeichnis von 1921 französischen Gefallenen                                                                    |      |
| Deutsche Kriegsgräberstätte Champs Deutschland Erster Weltkrieg | Champs 49° 4′ 42″ N, 3° 17′ 30″ O            | - Anzahl der Gefallenen und deren Nationalität: 2.567 Deutsche? - Aufbau der Grabanlage: Einzelgräber und 1 Gemeinschaftsgrab |      |
| Nécropole nationale des Chesneaux à Château-Thierry Frankreich Erster Weltkrieg                                                                                            | Château-Thierry 49° 3′ 3″ N, 3° 24′ 3″ O     | - Anzahl der Gefallenen und deren Nationalität: 2.115 Franzosen - Aufbau der Grabanlage: Einzelgräber und 1 Gemeinschaftsgrab - Verzeichnis von 1412 namentlich bekannten Gefallenen                                                                          |      |
| Nécropole nationale de Chauny/Deutsche Kriegsgräberstätte Chauny/Chauny Communal Cemetery British Extension Frankreich Deutschland Vereinigtes Königreich Erster Weltkrieg | Chauny 49° 37′ 16″ N, 3° 13′ 15″ O           | - Anzahl der Gefallenen und deren Nationalität: 3.150 (1.703 Deutsche, 982 Briten und 465 Franzosen) - Aufbau der Grabanlage: Einzelgräber und 1 Gemeinschaftsgrab - Verzeichnis von 356 namentlich bekannten Gefallenen                                      |      |
| Nécropole nationale de Craonnelle Frankreich Erster Weltkrieg | Craonelle 49° 25′ 54″ N, 3° 46′ 22″ O        | - Anzahl der Gefallenen und deren Nationalität: 3.934 (3.908 Franzosen, 24 Briten und 2 Belgier) - Aufbau der Grabanlage: Einzelgräber und 1 Gemeinschaftsgrab - Schlacht: Dritte Schlacht an der Aisne Mai–Juni 1918 - Namen von 2071 Gefallenen (1914–1918) |      |
| Nécropole nationale de Crécy-au-Mont/Deutsche Kriegsgräberstätte Crécy-au-Mont Frankreich Deutschland Erster Weltkrieg                                                     | Crécy-au-Mont 49° 29′ 19″ N, 3° 18′ 38″ O    | - Anzahl der Gefallenen und deren Nationalität: 3.268 (1.403 Franzosen und 1.865 Deutsche) - Aufbau der Grabanlage: Einzelgräber und 1 Gemeinschaftsgrab - Verzeichnis der französischen Gefallenen (1914–1918)                                               |      |
| Nécropole nationale de Crouy Frankreich Erster Weltkrieg | Crouy 49° 24′ 6″ N, 3° 14′ 54″ O             | - Anzahl der Gefallenen und deren Nationalität: 2.265 Franzosen - Aufbau der Grabanlage: Einzelgräber - Namen der 1466 bekannten Gefallenen (1914–1918) |      |

## F
| Bezeichnung                                                                | Ortschaft                                     | Beschreibung | Foto |
| -------------------------------------------------------------------------- | --------------------------------------------- | --- | ---- |
| Deutscher Soldatenfriedhof Fort de Malmaison Deutschland Zweiter Weltkrieg | Fort-de-Malmaison 49° 27′ 33″ N, 3° 31′ 27″ O | - Anzahl der Gefallenen und deren Nationalität: 11.841 Deutsche - Aufbau der Grabanlage: Einzelgräber und 1 Gemeinschaftsgrab - Schlacht: Westfeldzug Mai–Juni 1940 |      |
| Deutsche Kriegsgräberstätte Fourdrain Deutschland Erster Weltkrieg         | Fourdrain 49° 36′ 34″ N, 3° 28′ 7″ O          | - Anzahl der Gefallenen und deren Nationalität: 1.908 (1.907 Deutsche und 1 Österreicher/Ungar) - Aufbau der Grabanlage: Einzelgräber und 1 Gemeinschaftsgrab       |      |
| Deutsche Kriegsgräberstätte Fricourt Deutschland Erster Weltkrieg          | Fricourt 50° 0′ 15″ N, 2° 42′ 54″ O           | - Anzahl der Gefallenen und deren Nationalität: 17.031 Deutsche - Aufbau der Grabanlage: Einzelgräber und 4 Gemeinschaftsgräber                                     |      |

## G
| Bezeichnung | Ortschaft                         | Beschreibung | Foto |
| --- | --------------------------------- | --- | ---- |
| Nécropole nationale de Flavigny-le-Petit à Guise/Deutsche Kriegsgräberstätte Flavigny-le-Petit Frankreich Deutschland Erster Weltkrieg | Guise 49° 52′ 34″ N, 3° 37′ 42″ O | - Anzahl der Gefallenen und deren Nationalität: 5.017 (2.632 Franzosen, 2.336 Deutsche, 48 Briten und 1 Österreicher/Ungar) - Aufbau der Grabanlage: Einzelgräber und 1 Gemeinschaftsgrab - Namen von 1628 französischen Gefallenen |      |

## H
| Bezeichnung                                                     | Ortschaft                          | Beschreibung | Foto |
| --------------------------------------------------------------- | ---------------------------------- | --- | ---- |
| Deutsche Kriegsgräberstätte Hirson Deutschland Erster Weltkrieg | Hirson 49° 33′ 58″ N, 3° 35′ 51″ O | - Anzahl der Gefallenen und deren Nationalität: 1.749 (1.301 Deutsche, 289 Rumänen und 159 Russen) - Aufbau der Grabanlage: Einzelgräber und 2 Gemeinschaftsgräber |      |

## L
| Bezeichnung | Ortschaft                             | Beschreibung | Foto |
| --- | ------------------------------------- | --- | ---- |
| Deutsche Kriegsgräberstätte Laon Bousson Deutschland Erster Weltkrieg                                                    | Laon 49° 33′ 7″ N, 3° 37′ 0″ O        | - Anzahl der Gefallenen und deren Nationalität: 2.653 Deutsche - Aufbau der Grabanlage: Einzelgräber |      |
| Deutsche Kriegsgräberstätte Laon-"Champ de Manoeuvre" Deutschland Erster Weltkrieg                                       | Laon 49° 33′ 32″ N, 3° 35′ 5″ O       | - Anzahl der Gefallenen und deren Nationalität: 3.487 Deutsche - Aufbau der Grabanlage: Einzelgräber und 1 Gemeinschaftsgrab - Namensliste von 3245 hier bestatteten |      |
| Nécropole nationale du Sourd à Lemé/Deutsche Kriegsgräberstätte Le Sourd Frankreich Deutschland Erster/Zweiter Weltkrieg | Lemé 49° 51′ 19″ N, 3° 44′ 2″ O       | - Anzahl der Gefallenen und deren Nationalität: 2.060 (1.333 Franzosen, 699 Deutsche, 25 Russen, 2 Italiener und 1 Rumäne) (Erster Weltkrieg), 5 Franzosen (Zweiter Weltkrieg) - Aufbau der Grabanlage: Einzelgräber - Namen von 2088 französischen Gefallenen (1914–1918) |      |
| Nécropole nationale de Loupeigne Frankreich Erster Weltkrieg                                                             | Loupeigne 49° 14′ 41″ N, 3° 32′ 37″ O | - Anzahl der Gefallenen und deren Nationalität: 476 Franzosen - Aufbau der Grabanlage: Einzelgräber - Namensverzeichnis |      |

## M
| Bezeichnung                                                               | Ortschaft                                   | Beschreibung | Foto |
| ------------------------------------------------------------------------- | ------------------------------------------- | --- | ---- |
| Deutsche Kriegsgräberstätte Maissemy Deutschland Erster Weltkrieg         | Maissemy 49° 54′ 32″ N, 3° 11′ 20″ O        | - Anzahl der Gefallenen und deren Nationalität: 30.481 Deutsche - Aufbau der Grabanlage: Einzelgräber und 2 Gemeinschaftsgräber                                          |      |
| Vadencourt British Cemetery Vereinigtes Königreich Erster Weltkrieg       | Maissemy 49° 54′ 2″ N, 3° 10′ 37″ O         | - Anzahl der Gefallenen und deren Nationalität: 760 (735 Briten, 7 Kanadier, 11 Australier und 7 Inder) - Aufbau der Grabanlage: Einzelgräber                            |      |
| Deutsche Kriegsgräberstätte Mons-en-Laonnois Deutschland Erster Weltkrieg | Mons-en-Laonnois 49° 32′ 0″ N, 3° 33′ 16″ O | - Anzahl der Gefallenen und deren Nationalität: 5.003 Deutsche - Aufbau der Grabanlage: Einzelgräber                                                                     |      |
| Deutsche Kriegsgräberstätte Montaigu 1 Deutschland Erster Weltkrieg       | Montaigu 49° 32′ 2″ N, 3° 48′ 45″ O         | - Anzahl der Gefallenen und deren Nationalität: 7.192 Deutsche - Aufbau der Grabanlage: Einzelgräber - Namensverzeichnis der namentlich bekannten Gefallenen (1914–1918) |      |
| Deutsche Kriegsgräberstätte Montaigu 2 Deutschland Erster Weltkrieg       | Montaigu 49° 32′ 27″ N, 3° 49′ 28″ O        | - Anzahl der Gefallenen und deren Nationalität: 632 Deutsche - Aufbau der Grabanlage: Einzelgräber                                                                       |      |

## N
| Bezeichnung                                                                    | Ortschaft                                      | Beschreibung | Foto |
| ------------------------------------------------------------------------------ | ---------------------------------------------- | --- | ---- |
| Nécropole nationale de Neuilly-Saint-Front Frankreich Erster/Zweiter Weltkrieg | Neuilly-Saint-Front 49° 9′ 43″ N, 3° 14′ 25″ O | - Anzahl der Gefallenen und deren Nationalität: 2.039 / 10 Franzosen (Erster/Zweiter Weltkrieg) - Aufbau der Grabanlage: Einzelgräber - Verzeichnis der namentlich bekannten Gefallenen |      |

## O
| Bezeichnung                                                                    | Ortschaft                                        | Beschreibung | Foto |
| ------------------------------------------------------------------------------ | ------------------------------------------------ | --- | ---- |
| Nécropole nationale d'Œuilly Frankreich Erster Weltkrieg                       | Œully 49° 23′ 37″ N, 3° 40′ 36″ O                | - Anzahl der Gefallenen und deren Nationalität: 1.159 Franzosen - Aufbau der Grabanlage: Einzelgräber - Verzeichnis von 1131 namentlich bekannten Gefallenen |      |
| Deutsche Kriegsgräberstätte Origny-Sainte-Benoite Deutschland Erster Weltkrieg | Origny-Sainte-Benoite 49° 49′ 59″ N, 3° 30′ 8″ O | - Anzahl der Gefallenen und deren Nationalität: 3.942 Deutsche - Aufbau der Grabanlage: Einzelgräber und 1 Gemeinschaftsgrab                                 |      |

## P
| Bezeichnung                                                             | Ortschaft                             | Beschreibung | Foto |
| ----------------------------------------------------------------------- | ------------------------------------- | --- | ---- |
| Deutsche Kriegsgräberstätte Parcy-et-Tigny Deutschland Erster Weltkrieg | Parcy 49° 15′ 52″ N, 3° 20′ 56″ O     | - Anzahl der Gefallenen und deren Nationalität: 4.256 Deutsche - Aufbau der Grabanlage: Einzelgräber                                             |      |
| Nécropole nationale de Pontavert Frankreich Erster Weltkrieg            | Pontavert 49° 24′ 15″ N, 3° 48′ 36″ O | - Anzahl der Gefallenen und deren Nationalität: 6.815?? - Aufbau der Grabanlage: Einzelgräber - Namensliste der bekannten Gefallenen (1914–1918) |      |

## S
| Bezeichnung                                                             | Ortschaft                                     | Beschreibung | Foto |
| ----------------------------------------------------------------------- | --------------------------------------------- | --- | ---- |
| Nécropole nationale de Saint-Quentin Frankreich Erster Weltkrieg        | Saint-Quentin 49° 51′ 16″ N, 3° 15′ 46″ O     | - Anzahl der Gefallenen und deren Nationalität: 5.273 (4.784 Franzosen und 119 Alliierte)? - Aufbau der Grabanlage: Einzelgräber - Verzeichnis der namentlich bekannten Gefallenen                        |      |
| Deutscher Soldatenfriedhof Saint-Quentin Deutschland Erster Weltkrieg   | Saint-Quentin 49° 50′ 52″ N, 3° 15′ 40″ O     | - Anzahl der Gefallenen und deren Nationalität: 8.229 Deutsche - Aufbau der Grabanlage: Einzelgräber und 1 Gemeinschaftsgrab                                                                              |      |
| Oise-Aisne American Cemetery Vereinigte Staaten Erster Weltkrieg        | Seringes-et-Nesles 49° 12′ 8″ N, 3° 32′ 54″ O | - Anzahl der Gefallenen und deren Nationalität: 6.012 US-Amerikaner - Aufbau der Grabanlage: Einzelgräber                                                                                                 |      |
| Deutsche Kriegsgräberstätte Sissonne Deutschland Erster Weltkrieg       | Sissonne 49° 34′ 56″ N, 3° 55′ 15″ O          | - Anzahl der Gefallenen und deren Nationalität: 14.694 Deutsche - Aufbau der Grabanlage: Einzelgräber und 2 Gemeinschaftsgräber - Verzeichnis von 11.115 namentlich bekannten Gefallenen                  |      |
| Nécropole nationale de Soupir No. 1 Frankreich Erster/Zweiter Weltkrieg | Soupir 49° 24′ 25″ N, 3° 35′ 50″ O            | - Anzahl der Gefallenen und deren Nationalität: 7.808 / 545 Franzosen (Erster/Zweiter Weltkrieg)?? - Aufbau der Grabanlage: Einzelgräber und 7 Gemeinschaftsgräber - Namensliste der bekannten Gefallenen |      |
| Nécropole nationale de Soupir No. 2 Frankreich Erster Weltkrieg         | Soupir 49° 24′ 25″ N, 3° 35′ 50″ O            | - Anzahl der Gefallenen und deren Nationalität: 2.829 Franzosen?? - Aufbau der Grabanlage: Einzelgräber und 1 Gemeinschaftsgrab - Namensliste der bekannten Gefallenen                                    |      |
| Cimitero Militare Italiano Soupir Italien Erster Weltkrieg              | Soupir 49° 24′ 8″ N, 3° 35′ 0″ O              | - Anzahl der Gefallenen und deren Nationalität: 593 Italiener - Aufbau der Grabanlage: Einzelgräber |      |
| Deutsche Kriegsgräberstätte Soupir Deutschland Erster Weltkrieg         | Soupir 49° 24′ 7″ N, 3° 35′ 1″ O              | - Anzahl der Gefallenen und deren Nationalität: 11.089 Deutsche - Aufbau der Grabanlage: Einzelgräber und 1 Gemeinschaftsgrab                                                                             |      |

## V
| Bezeichnung                                                                           | Ortschaft                                    | Beschreibung | Foto |
| ------------------------------------------------------------------------------------- | -------------------------------------------- | --- | ---- |
| Nécropole nationale de Vailly-sur-Aisne Erster/Zweiter Weltkrieg                      | Vailly-sur-Aisne 49° 24′ 32″ N, 3° 30′ 36″ O | - Anzahl der Gefallenen und deren Nationalität: 1.559 / 17 Franzosen (Erster/Zweiter Weltkrieg) - Aufbau der Grabanlage: Einzelgräber - Namensliste der Gefallenen                                    |      |
| Vailly British Cemetery Erster Weltkrieg                                              | Vailly-sur-Aisne 49° 24′ 32″ N, 3° 30′ 33″ O | - Anzahl der Gefallenen und deren Nationalität: 677 (674 Briten, 1 Kanadier, 1 Deutscher und 1 Franzose) - Aufbau der Grabanlage: Einzelgräber - Schlacht: Erste Schlacht an der Aisne September 1914 |      |
| Nécropole nationale de Vauxaillon Erster/Zweiter Weltkrieg                            | Vauxaillon 49° 28′ 15″ N, 3° 24′ 43″ O       | - Anzahl der Gefallenen und deren Nationalität: 2.078 / 169 Franzosen (Erster/Zweiter Weltkrieg) - Aufbau der Grabanlage: Einzelgräber und 1 Gemeinschaftsgrab - Verzeichnis von 1480 Gefallenen      |      |
| Nécropole nationale de Vauxbuin/Deutsche Kriegsgräberstätte Vauxbuin Erster Weltkrieg | Vauxbuin 49° 21′ 32″ N, 3° 17′ 42″ O         | - Anzahl der Gefallenen und deren Nationalität: 14.400 (4.898 Franzosen, 9.229 Deutsche und 273 Briten) - Aufbau der Grabanlage: Einzelgräber und Gemeinschaftsgräber - Namensliste                   |      |
| Deutsche Kriegsgräberstätte Veslud Erster Weltkrieg                                   | Veslud 49° 31′ 58″ N, 3° 44′ 3″ O            | - Anzahl der Gefallenen und deren Nationalität: 1.704 Deutsche - Aufbau der Grabanlage: Einzelgräber - Namensliste der hier Bestatteten (1914–1918)                                                   |      |
| Nécropole nationale de Vic-sur-Aisne Erster Weltkrieg                                 | Vic-sur-Aisne 49° 24′ 3″ N, 3° 6′ 32″ O      | - Anzahl der Gefallenen und deren Nationalität: 3.050 Franzosen - Aufbau der Grabanlage: Einzelgräber und 1 Gemeinschaftsgrab - Verzeichnis der hier bestatteten                                      |      |
| Nécropole nationale de Villers-Cotterêts Erster Weltkrieg                             | Villers-Cotterêts 49° 15′ 43″ N, 3° 5′ 9″ O  | - Anzahl der Gefallenen und deren Nationalität: 3.411 Franzosen - Aufbau der Grabanlage: Einzelgräber und 1 Gemeinschaftsgrab - Verzeichnis von 2653 französischen Gefallenen(1914–1918)              |      |

- Karte mit allen Koordinaten:
- OSM |
- WikiMap